# Jagów
Jagów est une localité polonaise de la gmina mixte de Pełczyce, située dans le powiat de Choszczno en voïvodie de Poméranie-Occidentale. Elle se trouve à environ 16 km au sud-ouest de Choszczno et 64 km au sud-est de Szczecin, la capitale régionale.

## Géographie

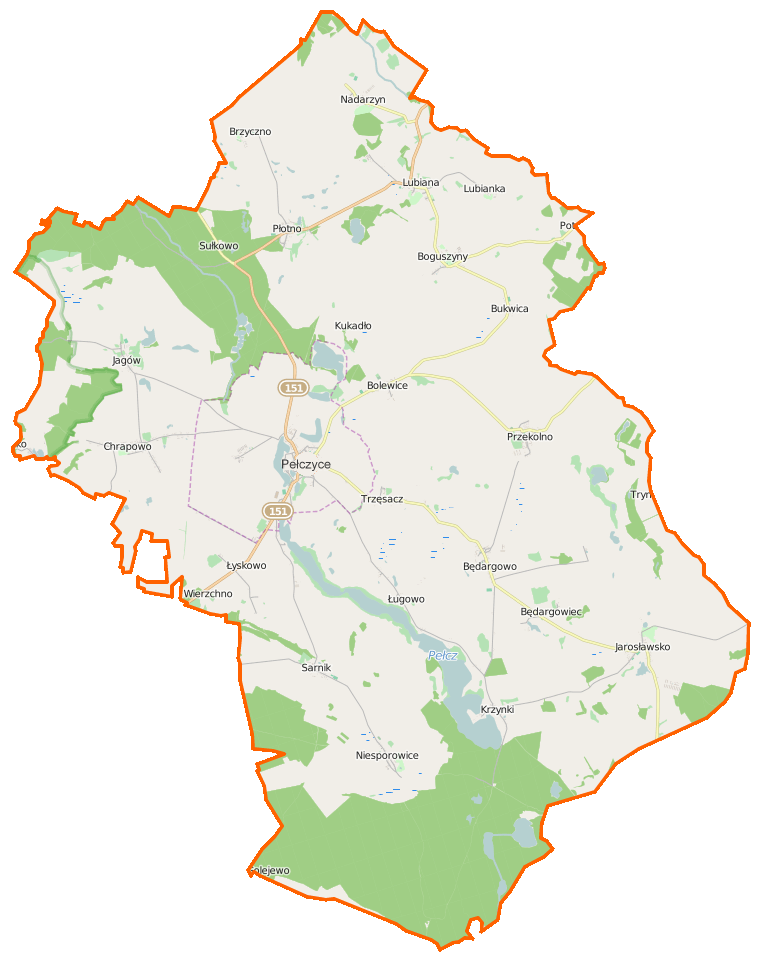
Carte de la gmina de Pełczyce.

## Histoire
De 1815 à 1945, Jagow fait partie de l'arrondissement de Pyritz dans le district de Stettin au sein de la province de Poméranie